# Kościelec (Chrzanów)
Kościelec – osiedle w Chrzanowie położone w jego wschodniej części, o statusie jednostki pomocniczej gminy Chrzanów.
Kościelec sąsiaduje od północy z Osiedlem Niepodległości i Śródmieściem, od zachodu z Osiedlem Młodości i osiedlem Stella, od południa z Płazą i Źrebcami (Pogorzyce), a od wschodu z gminą Trzebinia.
Na obszarze osiedla Kościelec, które charakteryzuje się niemal wyłącznie zabudową jednorodzinną, wyróżnia się mniejsze osiedla, takie jak Wrzosowe i Chechlana. Znajduje się tu Szpital Powiatowy, szkoła podstawowa, a także zakłady cukiernicze.

## Historia
Do 1 lipca 1925 roku Kościelec stanowił odrębną miejscowość (do której należała także większość dzisiejszych terenów Osiedla Młodości i osiedla Stella), a znajdująca się tu parafia św. Jana Chrzciciela została założona w 1374 lub 1404 roku. Na przełomie XVIII i XIX w. wzniesiono tutaj parterowy, klasycystyczny dwór, który w 1886 r. jego ówczesny właściciel, Antoni Wodzicki, przebudował według projektu architekta krakowskiego Tadeusza Stryjeńskiego na piętrowy neobarokowy pałac. Jego ostatnimi właścicielami była rodzina Starzeńskich. W styczniu 1940 r. pałac spłonął i systematycznie popadał w ruinę, ostatecznie ulegając rozbiórce. W parku dworskim, poniżej ruin pałacu, znajdował się cmentarzyk żołnierzy radzieckich, na którym w latach 70. XX wieku ustawiono betonowy pomnik. Cmentarz i pomnik zlikwidowano na początku XXI wieku, przenosząc trumny ze zwłokami żołnierzy na cmentarz komunalny w Chrzanowie.

## Obszar osiedla
Osiedle obejmuje następujące ulice: 29 Listopada (od mostu na rzece Chechło do końca ulicy), Armii Krajowej (numery nieparzyste od początku ulicy do skrzyżowania z ul. Krawczyńskiego), Aroniowa, Borówkowa, Brzoskwiniowa, Bukowa, Chechlana, Chwastowskiego, Cicha, Cmentarna (od ul. Głównej do skrzyżowania z ul. Armii Krajowej), Dąbrowskiej, Dworska, Główna, Grabowa, Jagodowa, Jarzębinowa, Jaśminowa, Jesionowa, Kasztanowa, Kolonia Szpitalna, Kościelna (od ul. Głównej do skrzyżowania z ul. Armii Krajowej), Kraszewskiego, Krótka, Leszczynowa, Modrzewiowa, Nałkowskiej, Olszynowa, Orzechowa, Parkowa, Pogorska (numery nieparzyste od początku ulicy do skrzyżowania z ul. Armii Krajowej), Prusa, Przegon, Reymonta, Rzeczna, Skłodowskiej–Curie, Starowiejska, Szpitalna (od mostu na rzece Chechło do końca ulicy), Świerkowa, Topolowa, Transportowców, Tuwima, Wrzosowa, Wschodnia, Żeromskiego.

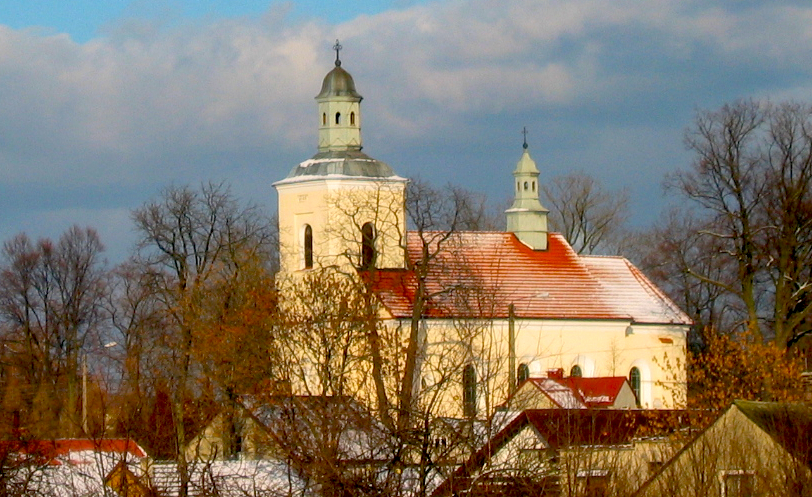
Kościół św. Jana Chrzciciela.
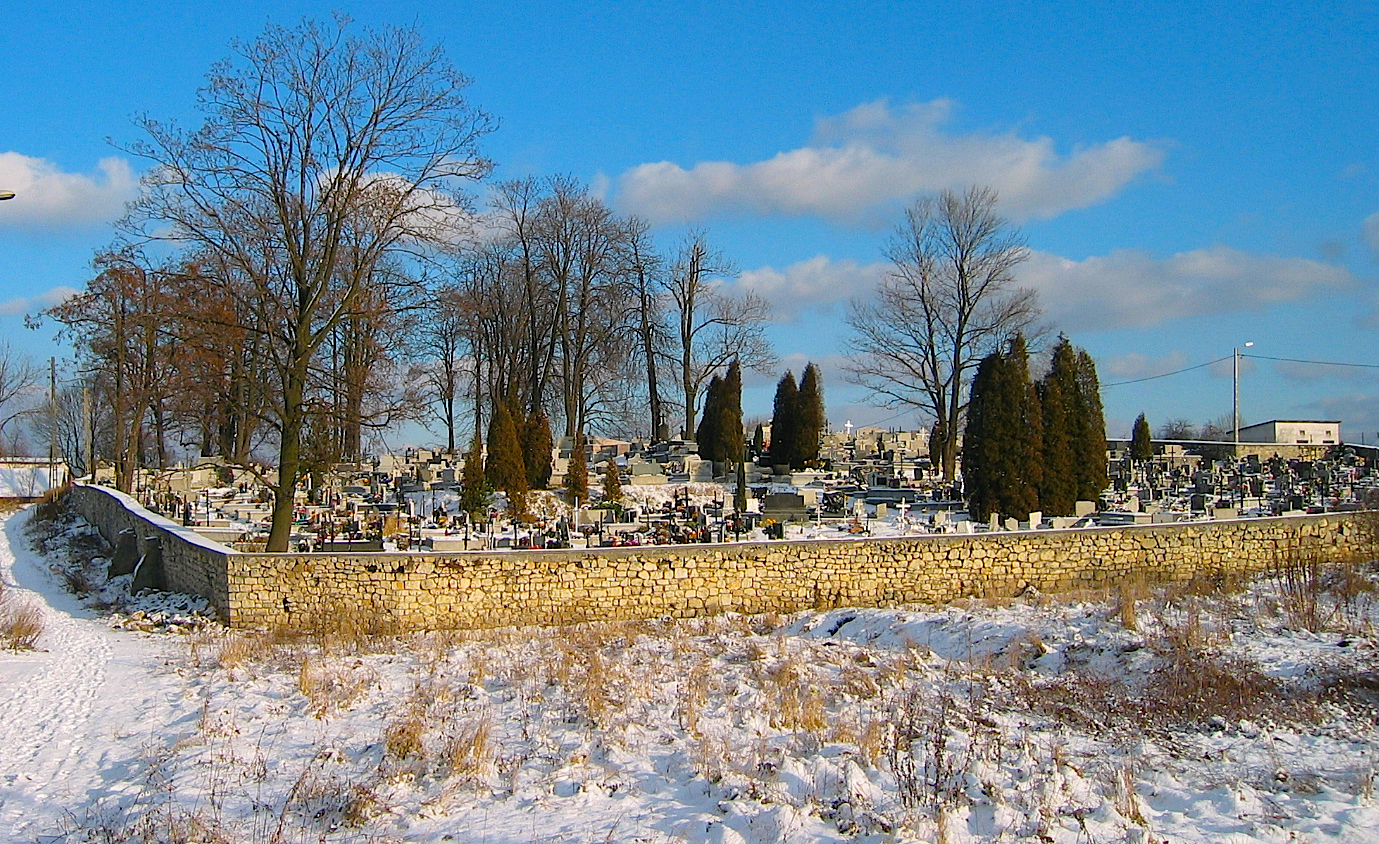
Cmentarz parafialny
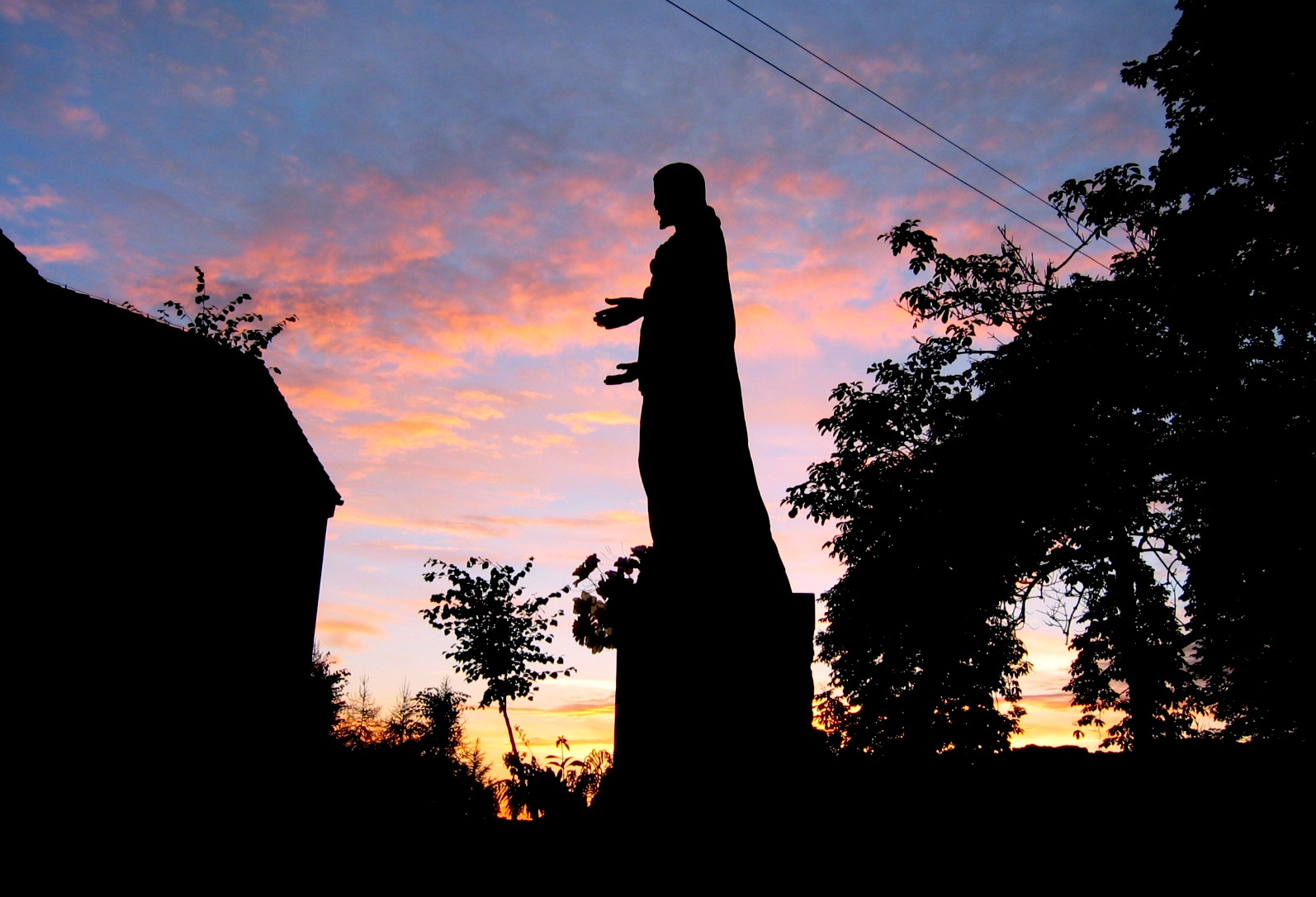
Statua Chrystusa